# Giáo hội dân tộc

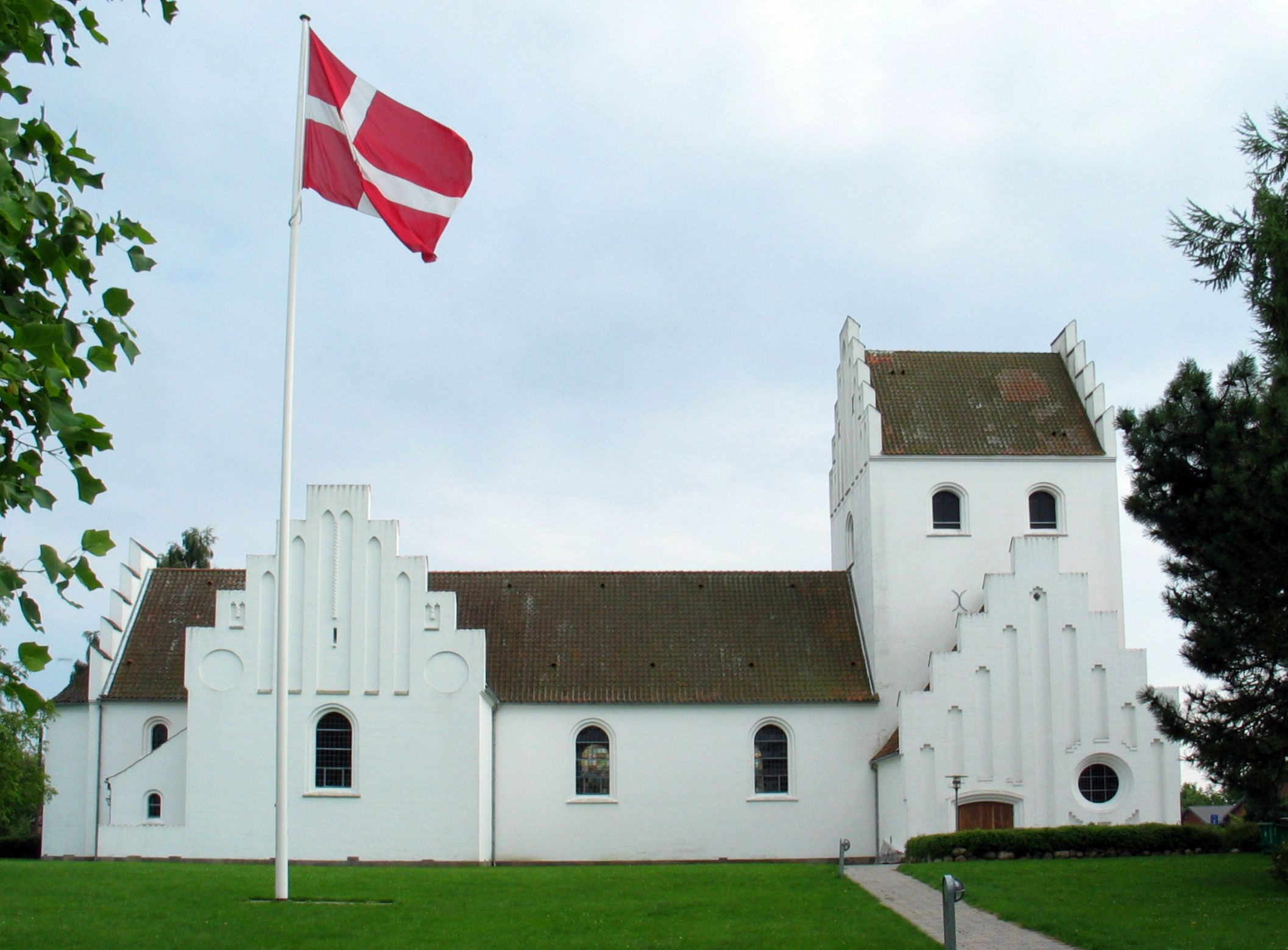
Một nhà thờ xứ thuộc Giáo hội Đan Mạch tại quận Holte với lá quốc kỳ Đan Mạch tung bay ở giữa vườn trong khuôn viên nhà thờ

Giáo hội dân tộc là một thuật ngữ dùng để chỉ một giáo hội Kitô giáo có mối liên hệ đặc trưng với một dân tộc hoặc một quốc gia dân tộc.

Nhà thơ, nhà triết học Samuel Taylor Coleridge từng viết trong một bản thảo luận bàn về vấn đề giáo hội và nhà nước vào khoảng năm 1828 rằng:
"một Giáo hội Dân tộc có thể tồn tại và [sự thực] đã tồn tại mà không cần đến Kitô giáo, bởi vì trước khi Giáo hội Kitô giáo được thiết lập – ta đã có những chứng cứ đủ mạnh, chẳng hạn như Giáo hội của chi tộc Lêvi theo Lề luật Hípri, [và] dòng dõi tư tế Druid của người Celt."
Ông John Wordsworth, giám mục Salisbury thuộc Giáo hội Anh, từng viết về Giáo hội Dân tộc của Thụy Điển vào năm 1911, trong đó ông diễn giải rằng Giáo hội Thụy Điển cùng với Giáo hội Anh lần lượt là giáo hội dân tộc của người Thụy Điển và người Anh.

## Chỉ trích
Nhà thần học Karl Barth cho rằng khuynh hướng gắn liền Thiên Chúa của Kitô giáo với một dân tộc là một khuynh hướng lạc giáo, đặc biệt trong bối cảnh các giáo hội dân tộc cho phép quốc gia sở tại tấn công một quốc gia Kitô giáo khác trong Chiến tranh thế giới thứ nhất.